# Хашмаш (Арад)
Хашмаш (рум. Hășmaș) насеље је у Румунији у жупанији Арад и средиште истоимене општине. Oпштина се налази на надморској висини од 202 m.

## Становништво
Према подацима из 2021. године у насељу је живело 365 становника.